# Bengt Holmström
Pour les articles homonymes, voir Holmström.
Bengt Holmström est un économiste finlandais, né à Helsinki le 18 avril 1949. Il est professeur d'économie au Massachusetts Institute of Technology depuis 1994. Depuis 1997, il est titulaire de la chaire Paul Samuelson du MIT. Il est connu pour son travail sur la théorie des incitations et pour ses travaux sur la théorie de la firme. Il a reçu le Prix de la Banque de Suède en 2016.

## Biographie
Il fait partie de la minorité suédophone en Finlande. Il est membre du conseil d'administration du Forum finlandais sur les entreprises et les politiques économiques.
Dans une tribune publiée dans Le Monde en avril 2017, il fait partie des 25 lauréats du « prix Nobel » d'économie dénonçant le programme anti-européen de Marine Le Pen pour les élections présidentielles françaises de 2017.

## Prix et distinctions
- 2012 : prix senior en économie monétaire et finance de la Banque de France et de la Toulouse School of Economics[2]
- 2016 : prix de la Banque de Suède en sciences économiques en mémoire d'Alfred Nobel[3].

## Publications
- (en) Bengt Holmström, « Moral Hazard in Teams », The Bell Journal of Economics, vol. 13, no 2,‎ 1982, p. 324–340 (JSTOR 3003457)
- (en) Bengt Holmström et Jean Tirole, « The Theory of the Firm », dans Handbook of Industrial Organization, vol. 1, 1989, 61-133 p.
- (en) Bengt Holmström et Jean Tirole, Inside and Outside Liquidity, Cambridge (Mass.), MIT Press, 2011, 254 p. (ISBN 978-0-262-01578-3)